# Misterele părintelui Dowling
Misterele părintelui Dowling (în engleză Father Dowling Mysteries; în Marea Britanie Father Dowling Investigates) este un serial american de televiziune care a fost difuzat în perioada 30 noiembrie 1987 - 2 mai 1991. Primul sezon a fost produs de NBC; următoarele două sezoane au fost realizate de rețeaua ABC. Este un serial polițist realizat de Ralph McInerny.

## Subiect
Părintele Frank Dowling este un preot catolic care se confruntă permanent cu crime, răpiri și alte infracțiuni din orașul său, Chicago, Illinois. El este asistat de sora Stephanie "Steve" Oskowski, care face o intensă activitate de teren pentru Frank. Sora Steve este o călugăriță care a crescut într-un cartier dur din apropiere, așa că ea știe să conducă mașini cu viteză și să tragă cu ușurință cu arme de foc. Ea cunoaște argoul, pe care îl vorbește fluent.
Părintele Philip Prestwick este un asistent ambițios al arhiepiscopului, care obișnuiește să sosească înainte de cină, pregătită de menajera Marie Murkin, amândoi oferind scene comice.
Părintele Dowling are un frate, Blaine, care, deși are o vârstă diferită, arată exact ca el (fiind interpretat de asemenea de Tom Bosley). Blaine a apărut în doar trei episoade: "The Face in the Mirror Mystery", "The Woman Scorned Mystery" și "The Fugitive Priest Mystery". Blaine Dowling este un hoț și artist care nu ezită să-l incrimineze pe fratele său pentru infracțiunile săvârșite de el.
O frază celebră a părintelui Dowling este atunci când îl roagă astfel pe părintele Phil: "Părinte Phil, ai putea să ții slujba de la ora 10? Eu am o crimă de rezolvat."

## Distribuție
- Tom Bosley - părintele Frank Dowling/Blaine Dowling
- Tracy Nelson - sora Stephanie "Steve" Oskowski
- James Stephens - părintele Philip Prestwick
- Mary Wickes - Marie Murkin

În unele episoade au interpretat roluri și invitați de onoare precum  John Astin, Jack Bannon, Roscoe Lee Browne, Steven Culp, Stacy Edwards, Fionnula Flanagan, Michelle Forbes, Kurt Fuller, Annie Golden, Grant Heslov, Laurie Holden, Stanley Kamel, Andreas Katsulas, Yaphet Kotto, Diane Ladd, Anthony LaPaglia, Scott Marlowe, David McCallum, Colm Meaney, William R. Moses, Craig Richard Nelson, Leslie Nielsen, Ethan Phillips, John Slattery, Brenda Strong, Robin Thomas, Sada Thompson, Tony Todd, John Vernon, Kate Vernon, Robert Walden și David Warner.

## Episoade
După primul sezon, serialul a trecut de la NBC la ABC care l-a produs timp de două sezoane. În total, Misterele părintelui Dowling a avut un film TV și 43 de episoade filmate timp de trei sezoane.
Episodul pilot a fost un film TV intitulat Fatal Confession, care a fost prezentat de NBC la 1 noiembrie 1987.
Serialul era programat să înceapă în 1988, dar, ca urmare a grevei scenariștilor din 1988, nu a început să fie filmat decât în 1989. Episoadele au fost filmate din 1989 și până în 1991, timp în care serialul a trecut de la NBC la ABC.
Toate episoadele și filmul TV au fost lansate pe DVD de Paramount Home Video.
| Sezonul | Sezonul | Episoade | Episoade | Premiera TV        | Premiera TV       | Premiera TV |
| Sezonul | Sezonul | Episoade | Episoade | Prima transmisie   | Ultima transmisie | Reţea       |
| ------- | ------- | -------- | -------- | ------------------ | ----------------- | ----------- |
|         | Film TV | Film TV  | Film TV  | 30 noiembrie 1987  | 30 noiembrie 1987 | NBC         |
|         | 1       | 8        | 8        | 20 ianuarie 1989   | 10 martie 1989    | NBC         |
|         | 2       | 13       | 13       | 4 ianuarie 1990    | 26 aprilie 1990   | ABC         |
|         | 3       | 22       | 22       | 20 septembrie 1990 | 2 mai 1991        | ABC         |

### Film TV (1987)
| Titlu            | Regizat de         | Scris de           | Data difuzării    |
| ---------------- | ------------------ | ------------------ | ----------------- |
| Fatal Confession | Christopher Hibler | Donald E. Westlake | 30 noiembrie 1987 |

### Sezon 1 (1989)
| Nr. în serial | Nr. în sezon | Titlu                                      | Regizat de         | Scris de                                               | Data difuzării    |
| ------------- | ------------ | ------------------------------------------ | ------------------ | ------------------------------------------------------ | ----------------- |
| 1             | 1            | „The Missing Body Mystery: Parts 1”        | Christopher Hibler | Rob Gilmer                                             | 20 ianuarie 1989  |
| 2             | 2            | „The Missing Body Mystery: Parts 2”        | Christopher Hibler | Rob Gilmer                                             | 20 ianuarie 1989  |
| 3             | 3            | „The What Do You Call a Call Girl Mystery” | Charles S. Dubin   | Robert Hamilton                                        | 27 ianuarie 1989  |
| 4             | 4            | „The Man Who Came to Dinner Mystery”       | Alan Cooke         | Diana Kopald Marcus                                    | 10 februarie 1989 |
| 5             | 5            | „The Mafia Priest Mystery: Part 1”         | Charles S. Dubin   | Robert Hamilton                                        | 17 februarie 1989 |
| 6             | 6            | „The Mafia Priest Mystery: Part 2”         | Charles S. Dubin   | Robert Hamilton                                        | 24 februarie 1989 |
| 7             | 7            | „The Face in the Mirror Mystery”           | Alan Cooke         | Robert Hamilton                                        | 3 martie 1989     |
| 8             | 8            | „The Pretty Baby Mystery”                  | Charles S. Dubin   | Scenariu de: Robert Hamilton Poveste de: Susan Woollen | 10 martie 1989    |

### Sezon 2 (1990)
| Nr. în serial | Nr. în sezon | Titlu                             | Regizat de         | Scris de                                                               | Data difuzării    | US telespectatori (milioane) |
| ------------- | ------------ | --------------------------------- | ------------------ | ---------------------------------------------------------------------- | ----------------- | ---------------------------- |
| 9             | 1            | „The Visiting Priest Mystery”     | Christopher Hibler | David Hoffman & Leslie Daryl Zerg                                      | 4 ianuarie 1990   | 18.50                        |
| 10            | 2            | „The Exotic Dancer Mystery”       | Christopher Hibler | Scenariu de: Robert Schlitt Poveste de: Dean Hargrove și Joyce Burditt | 11 ianuarie 1990  | 18.10                        |
| 11            | 3            | „The Sanctuary Mystery”           | Christopher Hibler | Scenariu de: Robert Schlitt Poveste de: Jim McGrath                    | 18 ianuarie 1990  | 16.40                        |
| 12            | 4            | „The Stone Killer Mystery”        | Ron Satlof         | Scenariu de: Jim McGrath Poveste de: Doc Barnett                       | 25 ianuarie 1990  | 18.00                        |
| 13            | 5            | „The Woman Scorned Mystery”       | Seymour Robbie     | Richard DeRoy                                                          | 1 februarie 1990  | 17.50                        |
| 14            | 6            | „The Ghost of a Chance Mystery”   | Charles S. Dubin   | Robert Schlitt                                                         | 8 februarie 1990  | 16.00                        |
| 15            | 7            | „The Blind Man's Bluff Mystery”   | Russ Mayberry      | Joyce Burditt                                                          | 15 februarie 1990 | 18.20                        |
| 16            | 8            | „The Falling Angel Mystery”       | James Frawley      | Dean Hargrove & Joyce Burdit                                           | 22 februarie 1990 | 15.90                        |
| 17            | 9            | „The Perfect Couple Mystery”      | Ron Satlof         | Doc Barnett                                                            | 8 martie 1990     | 17.50                        |
| 18            | 10           | „The Confidence Mystery”          | James Frawley      | Gerry Conway                                                           | 15 martie 1990    | 16.20                        |
| 19            | 11           | „The Solid Gold Headache Mystery” | Charles S. Dubin   | Richard DeRoy                                                          | 29 martie 1990    | 16.50                        |
| 20            | 12           | „The Legacy Mystery”              | Russ Mayberry      | Scenariu de: Gerry Conway Poveste de: Dean Hargrove & Joyce Burditt    | 4 aprilie 1990    | 14.50                        |
| 21            | 13           | „The Passionate Painter Mystery”  | Seymour Robbie     | Doc Barnett & David Hoffman & Leslie Daryl Zerg                        | 26 aprilie 1990   | 13.00                        |

### Sezon 3 (1990–91)
| Nr. în serial | Nr. în sezon | Titlu                                     | Regizat de         | Scris de                                                                              | Data difuzării     |
| ------------- | ------------ | ----------------------------------------- | ------------------ | ------------------------------------------------------------------------------------- | ------------------ |
| 22            | 1            | „The Royal Mystery”                       | Christopher Hibler | Gerry Conway                                                                          | 20 septembrie 1990 |
| 23            | 2            | „The Medical Mystery”                     | James Frawley      | Jeri Taylor                                                                           | 27 septembrie 1990 |
| 24            | 3            | „The Devil and the Deep Blue Sea Mystery” | Christopher Hibler | Dean Hargrove & Joyce Burditt                                                         | 4 octombrie 1990   |
| 25            | 4            | „The Showgirl Mystery”                    | Christopher Hibler | James H. Brown & Barbara Esensten                                                     | 18 octombrie 1990  |
| 26            | 5            | „The Movie Mystery”                       | James Frawley      | Scenariu de: William Conway și Gerry Conway Poveste de: Gerry Conway                  | 25 octombrie 1990  |
| 27            | 6            | „The Undercover Nun Mystery”              | James Frawley      | Scenariu de: Joyce Burditt Poveste de: Dean Hargrove & Joyce Burditt                  | 1 noiembrie 1990   |
| 28            | 7            | „The Murder Weekend Mystery”              | Harry Harris       | Gerry Conway                                                                          | 8 noiembrie 1990   |
| 29            | 8            | „The Reasonable Doubt Mystery”            | Robert Scheerer    | Scenariu de: Brian Clemens și Gerry Conway Poveste de: Brian Clemens                  | 15 noiembrie 1990  |
| 30            | 9            | „The Vanishing Victim Mystery”            | Seymour Robbie     | Robert Schlitt                                                                        | 29 noiembrie 1990  |
| 31            | 10           | „The Christmas Mystery”                   | James Frawley      | Brian Clemens                                                                         | 13 decembrie 1990  |
| 32            | 11           | „The Fugitive Priest Mystery”             | James Frawley      | Michael Reaves                                                                        | 3 ianuarie 1991    |
| 33            | 12           | „The Substitute Sister Mystery”           | Charles S. Dubin   | Scenariu de: Gerry Conway Poveste de: Gerry Conway și Brian Clemens                   | 3 ianuarie 1991    |
| 34            | 13           | „The Missing Witness Mystery”             | Christopher Hibler | Scenariu de: Lincoln Kibbee Poveste de: Lincoln Kibbee și Brian Clemens               | 10 ianuarie 1991   |
| 35            | 14           | „The Prodigal Son Mystery”                | James Frawley      | Scenariu de: Jack Burditt Poveste de: Dean Hargrove & Joyce Burditt                   | 31 ianuarie 1991   |
| 36            | 15           | „The Moving Target Mystery”               | Robert Scheerer    | Scenariu de: Joyce Burditt Poveste de: Dean Hargrove & Joyce Burditt și Brian Clemens | 7 februarie 1991   |
| 37            | 16           | „The Priest Killer Mystery”               | David Moessinger   | Scenariu de: Gerry Conway Poveste de: Gerry Conway și Brian Clemens                   | 14 februarie 1991  |
| 38            | 17           | „The Mummy's Curse Mystery”               | James Frawley      | Michael Reaves                                                                        | 21 februarie 1991  |
| 39            | 18           | „The Monkey Business Mystery”             | Peter Ellis        | Doc Barnett                                                                           | 7 martie 1991      |
| 40            | 19           | „The Hardboiled Mystery”                  | James Frawley      | Scenariu de: Michael Reaves Poveste de: Robert Schlitt și Michael Reaves              | 28 martie 1991     |
| 41            | 20           | „The Malibu Mystery”                      | Christopher Hibler | Scenariu de: Wayne Berwick & Gerry Conway Poveste de: Wayne Berwick                   | 4 aprilie 1991     |
| 42            | 21           | „The Consulting Detective Mystery”        | Sharron Miller     | Scenariu de: Gerry Conway Poveste de: Dean Hargrove și Gerry Conway                   | 25 aprilie 1991    |
| 43            | 22           | „The Joyful Noise Mystery”                | Bob Bralver        | Scenariu de: Joyce Burditt Poveste de: Dean Hargrove & Joyce Burditt                  | 2 mai 1991         |